# CT.29 (Vietnam)

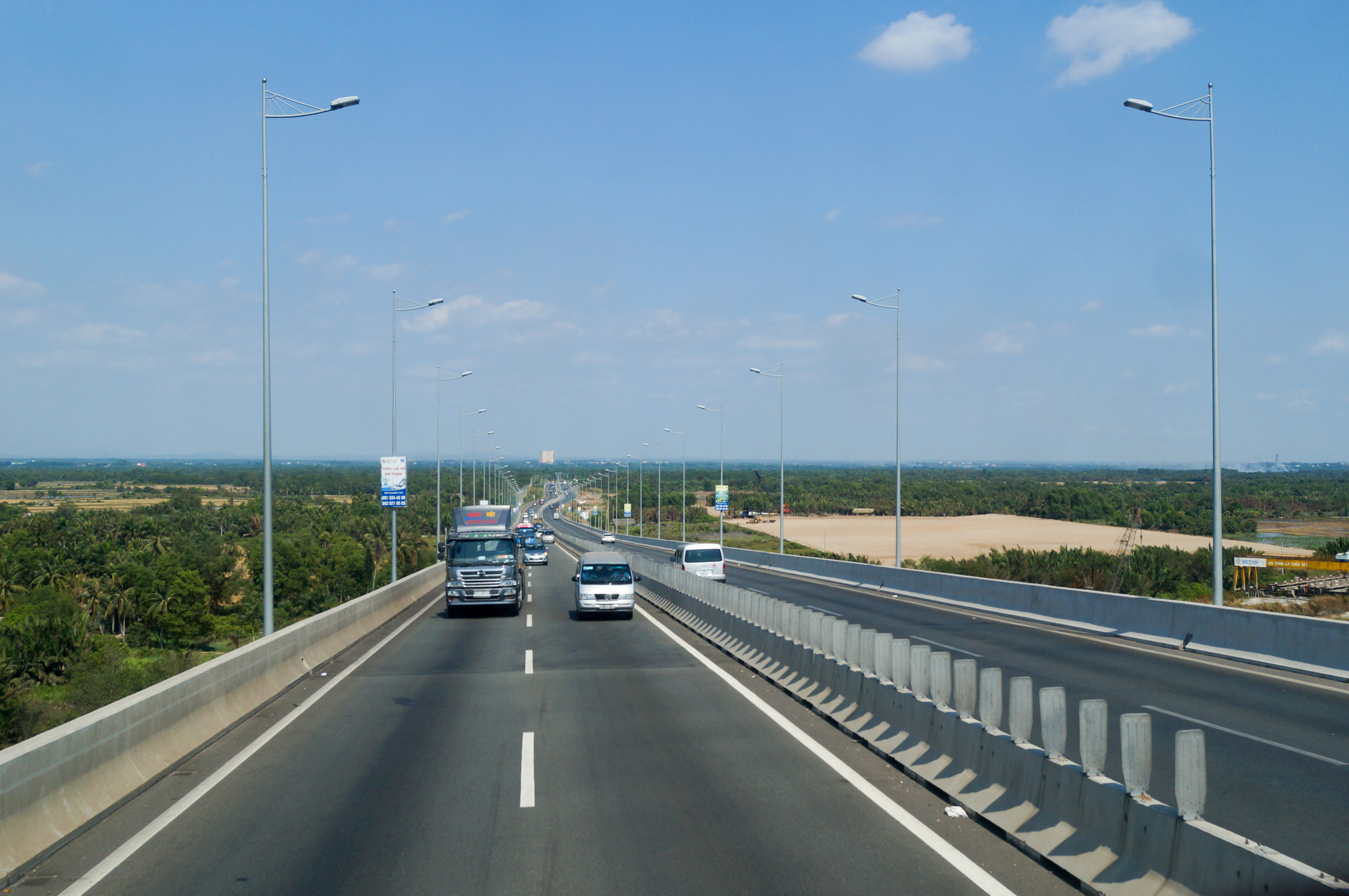
De CT.29

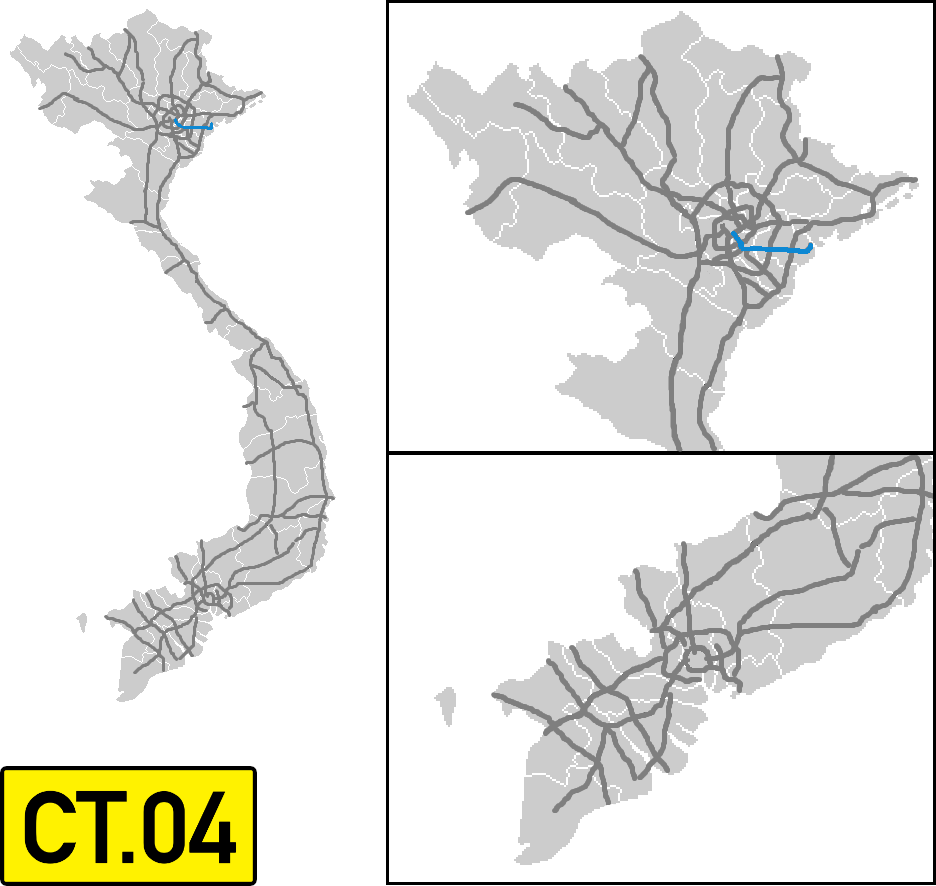
De CT.29

De CT.29 of Đường cao tốc Thành phố Hồ Chí Minh–Long Thành–Dầu Giây (Ho Chi Minh City–Long Thanh–Dau Giay Expressway) is een autosnelweg in Vietnam. De autosnelweg is 55 kilometer lang en verbindt Ho Chi Minh City met Dầu Giây. De CT.29 werd geopend in 2015.
CT.01 ·
CT.02 ·
CT.03 ·
CT.04 ·
CT.05 ·
CT.06 ·
CT.07 ·
CT.08 ·
CT.09 ·
CT.10 ·
CT.11 ·
CT.12 ·
CT.13 ·
CT.14 ·
CT.15 ·
CT.16 ·
CT.17 ·
CT.18 ·
CT.18 ·
CT.19 ·
CT.20 ·
CT.21 ·
CT.22 ·
CT.23 ·
CT.24 ·
CT.25 ·
CT.26 ·
CT.27 ·
CT.28 ·
CT.29 ·
CT.30 ·
CT.31 ·
CT.32 ·
CT.33 ·
CT.34 ·
CT.35 ·
CT.36 ·
CT.37 ·
CT.38 ·
CT.39 ·
CT.40 ·
CT.41 ·
CT.42